# MySQL AB
MySQL AB a fost o companie din Suedia, cunoscută pentru sistemul de gestiune a bazelor de date MySQL. Pe 16 ianuarie 2008, MySQL AB a anunțat că a fost de acord să fie cumpărată de către Sun Microsystems pentru suma aproximativă de $1 miliard. Tranzacția a fost finalizată pe data de 26 februarie 2008. Astfel, sistemul MySQL devine administrat și întreținut în totalitate de către Sun Microsystems. MySQL AB avea 400 de angajați în 25 de țări și companii model Open-source. Aproximativ 70% dintre angajați erau lucrători la distanță.